# 阮福膺營
阮福膺營（越南语：／，1870年—？），阮朝宗室，舉人、官員。

## 生平
膺營是畿外侯洪灼之子，樂化郡公綿宇之孫。襲封助國卿。
1900年，膺營進入官場。成泰十五年（1903年），在平定場考中癸卯科舉人。
曾任刑部參知、清化總督。
後致仕。授協佐大學士。

## 榮譽
- 法國榮譽軍團勳章騎士勳位
- 大南龍星軍官勳位